# Utrka na 3200 m s preponama na Olimpijskim igrama
Osvajači olimpijskih medalja u atletskoj disciplini 3200 m s preponama, koja se u programu Igara našla samo jednom i to u muškoj konkurenciji, prikazani su u sljedećoj tablici:
| Olimpijske igre | Zlato                | Srebro                 | Bronca            |
| London 1908.    | Arthur Russell (VBR) | Archie Robertson (VBR) | John Eisele (SAD) |